# Rue de la Cour-des-Noues
La rue de la Cour-des-Noues est une voie située dans le quartier du Père-Lachaise du 20e arrondissement de Paris.

## Situation et accès
La rue de la Cour-des-Noues est desservie par les lignes 3 et 3 bis à la station Gambetta.

## Origine du nom

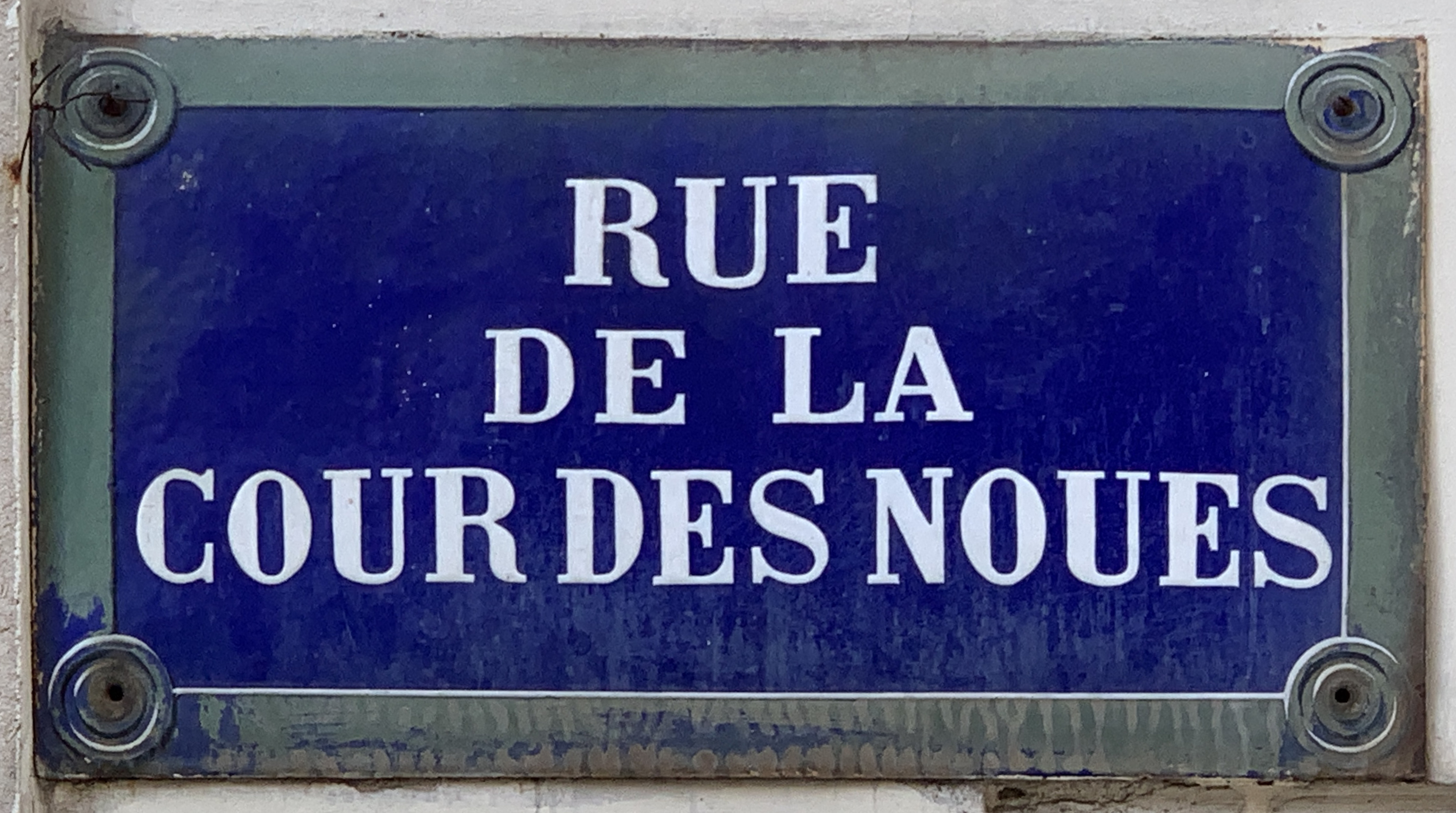
Plaque de la rue.

Son nom provient des petites mares issues des sources de Ménilmontant irriguant le château de Bagnolet. Étymologiquement, une telle noue sert à évacuer (ou contenir) un trop-plein.

## Historique
Cette voie présente sur les plans de 1730 sous le nom de « chemin de la Cour-des-Noues » fait alors partie du territoire de la commune de Charonne jusqu'en 1859, date de l'annexion à la ville de Paris. Elle est officiellement rattachée, entre les rues Pelleport et de la Chine, à la voirie parisienne par le décret du 23 mai 1863. 
La partie située entre les rues de la Chine et des Pyrénées est ouverte par un décret du 4 mars 1868.
Un tronçon de la rue a été intégré à la rue de la Chine au XIXe siècle.
La partie située entre la rue du Cher et la rue des Pyrénées prend la dénomination de « rue de la Cour-des-Noues » par un arrêté du 10 janvier 1935.

## Bâtiments remarquables et lieux de mémoire
Vers l'intersection avec la rue Pelleport est situé l’ancien étang de  Launay (ou de l’aunaie, de l’Aunay), parfois nommé le Réservoir. Il était alimenté par les eaux de ruissellement de la butte de Ménilmontant. Il faisait partie des dépendances du château de Charonne. 